# 银河广场 (天津)
银河广场，位于天津市河西区友谊路以东、乐园道以南、越秀路以西，占地面积19.89万平方米，可使用面积17.14万平方米，为一座半下沉式全开放式广场，现处于施工阶段，改造为未来的天津文化中心。

## 名称由来
“天津”一词最早出现于战国时代楚国诗人屈原的诗歌中，他在《离骚》中写下了“朝发轫于天津兮”这一昂扬的诗句。而诗句中的天津代表银河。银河广场因此得名。

## 相关链接
- 天津文化中心